# مونتسيرات غونزاليس
مونتسيرات غونزاليس (بالإسبانية: Montserrat González Benítez)‏ مواليد 1 يوليو 1994 في أسونسيون، هي لاعبة كرة مضرب باراغوايانية وتحتل حالياً المرتبة 258 (18 يناير 2016) في تصنيف رابطة محترفات كرة المضرب. أعلى تصنيف لها في الفردي كان 199. أعلى تصنيف لها في الزوجي كان 240.

## النهائيات

### الفردي (7–5)
| الحصيلة | الرقم | التاريخ        | الدورة                         | الأرضية | المنافس           | النتيجة                 |
| ------- | ----- | -------------- | ------------------------------ | ------- | ----------------- | ----------------------- |
| الوصافة | 1.    | 22 أبريل 2013  | ساو باولو، البرازيل            | ترابية  | روكسان فيسمبيرج   | 4–6, 2–6                |
| الفوز   | 1.    | 29 أبريل 2013  | فيلا ألند، الأرجنتين           | ترابية  | كونستانزا فيغا    | 6–4, 6–1                |
| الفوز   | 2.    | 6 مايو 2013    | فيلا ماريا، الأرجنتين          | ترابية  | كاميلا سيلفا      | 6–3, 4–6, 6–3           |
| الفوز   | 3.    | 27 مايو 2013   | ولاية كينتانا رو، المكسيك      | صلبة    | آنا صوفيا سانشيز  | 4–6, 7–6(7–4), 7–6(7–1) |
| الوصافة | 2.    | 3 يونيو 2013   | ولاية كينتانا رو، المكسيك      | صلبة    | آنا صوفيا سانشيز  | 3–6, 2–6                |
| الفوز   | 4.    | 22 يوليو 2013  | ساو خوسيه دوس كامبوس، البرازيل | ترابية  | لورا بيجوسي       | 6–3, 6–2                |
| الفوز   | 5.    | 23 سبتمبر 2013 | لامباري، باراغواي              | ترابية  | لورين ألبانيز     | 6–2, 6–1                |
| الفوز   | 6.    | 9 ديسمبر 2013  | ماتا دي ساو جواو، البرازيل     | ترابية  | كاتالينا بيلا     | 6–3, 6–1                |
| الوصافة | 3.    | 21 أبريل 2014  | شارلوتسفيل، الولايات المتحدة   | ترابية  | تايلور تاونسيند   | 2–6, 3–6                |
| الوصافة | 4.    | 21 سبتمبر 2015 | مونتيري، المكسيك               | صلبة    | يساليني بونافنتور | 1–6, 2–6                |
| الوصافة | 5.    | 19 أكتوبر 2015 | بوكارامانغا، كولومبيا          | ترابية  | دانييلا سيغيل     | 7–6(7–0), 3–6, 4–6      |
| الفوز   | 7.    | 18 يناير 2016  | جواروجا، البرازيل              | صلبة    | سورانا كريستيا    | 1–6, 7–6(7–5), 6–2      |

## روابط خارجية
- مونتسيرات غونزاليس على موقع رابطة محترفات التنس (الإنجليزية)
- مونتسيرات غونزاليس على موقع الاتحاد الدولي لكرة المضرب (الإنجليزية)
- مونتسيرات غونزاليس على موقع كأس بيلي جين كينغ (الإنجليزية)
- مونتسيرات غونزاليس على موقع خلاصة التنس.كوم (الإنجليزية)